# Кей-Кавус II
Кей-Кавус II (*1235 —1279/1280) — 12-й султан Рума в 1246—1249, 1249—1254, 1257—1259, 1259—1262 роках. Ім'я перекладається як «Меч лева». Повне ім'я Ізз ад-Дін Кей-Кавус бен Кей-Хосров.

## Життєпис

### Початок панування
Походив з династії Сельджукидів. Старший син султана Кей-Хосрова II. Його матір'ю була донька візантійського православного священника. Народився у 1235 році. У 1246 році раптово помер його батько. За наполяганням візира Шамс ад-Діна аль-Ісфагані став новим султаном. Втім, фактична влада була зосереджена в Ісфагані. Того ж року було зібрано великий курултай в Каракорумі, де обирався наступник померлого володаря Угедея. Султану Кей-Кавусу II також було наказано прибути до Каракоруму. Втім візир вирішив не ризикувати ні життям молодого султана. Тому на курултай замість султана було спрямовано його брата Килич-Арслан, якого супроводжував його атабег (вихователь) Баха ад-дін Терджуман.
Новий великий каган Гуюк-хан оголосив новим султаном Рума Килич Арслана, а Кей-Кавуса II, оскільки той не прибув до Каракорума, оголосив поваленим. У 1249 році Килич-Арслан IV в супроводі 2 тисяч монгольських вершників прибув до Сівасу. Тут було оголошено про зміну влади в країні. Килич-Арслан IV призначив новим візирів свого Баху ад-Діна Терджумана. 25 березня того ж року за наказом султана візира Ісфагані заарештовано і страчено. Це призвело до заворушень в державі. Владу нового султана визнали в Ерзінджані, Сівасі, Кайсері, Малатьї, Харпуті та Діярбакирі. Інша частина країни, як і раніше, підпорядковувалася Кей-Кавусу II. 14 червня 1249 року біля Акшехіра відбулася битва, в якій Килич-Арслан IV зазнав поразки.
Натомість вищими сановниками держави було прийнято рішення про те, що на троні в будуть одночасно сидіти усі три брати: Кей-Кавус II, Килич-Арслан IV і молодший брат Кей-Кубад II. Сановникам вдалося вмовити братів піти на це і Румом одночасно стали правити три султана. Фактично держава розпалася на три частини.

### Нова боротьба за владу
1253 року до Коньї прибув монгольський посол з вимогою до Кей-Кавусу II негайно прибути до велика кагану Менгу. Султан Рума боявся їхати до хана, оскільки розумів, що може бути покараний за непослух. Він також знав, що навіть якщо йому вдасться повернутися з Монголії, то країною фактично буде правити Килич-Арслан IV. Тому Кей-Кавус II відмовився прибути до Каракоруму особисто, пославшись на необхідність придушити бунт тюркмен на заході країни. Замість себе він направив в Монголію молодшого з братів султана Кей-Кубада II. Втім останній в дорозі помер.
Після цього Кей-Кавус II намагався вирішити проблему спільно правління з Килич-Арсланом IV. Була зроблена спроба розділити країну на дві частини, але вона була невдалою. Брати почали збирати війська. У битві перемогу здобув Кей-Кавус II. Його суперника схоплена та відправлено до фортеці Боргулу. В результаті міжусобної війни становище султанату ще більше погіршилося. Фінанси опинилися в занедбаному стані, вага срібного дірхема знизилася з 3,21 до 2,73 грама срібла. Водночас султанат став відчувати нездатність сплати дані монголам.
За цим обставин усерпні 1256 року Хулагу спрямував проти Кей-Кавуса II, якого великий каган Менгу визнав незаконним султаном, нойона Байджу. У запеклій битві 14 жовтня 1256 року в районі Аксарая, війська на чолі із султаном були розгромлені. Кей-Кавус II у супроводі найближчого оточення втік до Антальї, а потім в Денизлі. Звідси він втік до Нікейської імперії. Султаном знову став Килич-Арслан IV.
У 1257 році, скориставшись відсутністю брата, який перебував у війську хулагу під час кампанії проти Багдадського халіфату, Кей-Кавус II раптово залишив межі Нікейської імперії й знову захопив Конью, оголосивши себе султаном. Навесні 1258 року Килич-Арслан IV за підтримки монголів рушив з Ерзінджана. Втім Кей-Кавус II у битві між Сівасом і Токатом завдав боратові поразки. Слідом за цим відновив владу в Токаті, а також за підтримки кочових тюркмен й курдів спробував захопив Ерзінджан.
На допомогу Килич-Арслану IV було спрямовано байджу, який захопив Ельбістон і Малатью, але був відкликаний для облоги Багдаду. Завдяки цьому Кей-Кавус II відновив владу над втраченими областями. У 1259 році Хулагу викликав до себе в Тебріз обох сельджуцьких султанів і оголосив їм про те, що ухвалив рішення про розподіл румського султанату на дві частини. Територія на захід від річки Кизил-Ирмак до кордонів Візантії була віддана султану Кей-Кавусу II. Водночас збільшилася данина. Це рішення затвердив великий каган Менгу.

### Вигнання
Влітку 1262 року перване Мюїн ад-Дін Сулейман (сановник Килич-Арслана IV) повідомив монголам, що Кей-Кавус II листується з Байбарсом, султаном Єгипту, з метою організації спільних дій проти монголів в Анатолії, що відповідало дійсності. Хулагу наказав негайно заарештувати султана. Не чекаючи прибуття монголів, Кей-Кавус II зі своїм гаремом і близькими сановниками втік до Константинополя під охорону імператора Михайла VIII. Втім під тиском монгольського хана імператор був змушений запроторити колишнього султана і двох його синів у фортецю, а сановників — стратити.
У 1264 році наполяганням хана Берке, правителя Золотої Орди, Кей-Кавуса II і його сини були звільнено з ув'язнення. Хан Берке виділив йому як ікта землі в Криму, зокрема Судак, та оженив на своїй доньці Урбай-хатун. 1276 року почався листуватися з Мехмед-беєм, що готував повстання проти монголів. Згодом відправив двох синів для боротьби за трон. Помер у 1279 або 1280 році.

## Родина
- Масуд, султан в 1284—1296 і 1303—1308 роках
- Сіявуш
- Фарамуз